# Johann Holzner

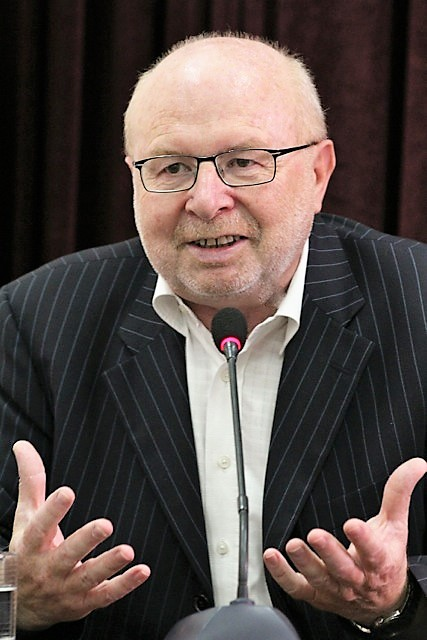
Johann Holzner (2016)

Johann Holzner (* 16. September 1948 in Innsbruck) ist ein österreichischer Germanist und emeritierter Hochschullehrer.

## Leben
Johann Holzner besuchte das Akademische Gymnasium Innsbruck und absolvierte Studien der Geschichte, Germanistik und Philosophie an der Universität Innsbruck, mit Abschluss im Jahr 1972 als Dr. et Mag. phil. Anschließend war er dort als wissenschaftlicher Beamter tätig und erhielt 1973 einen Lehrauftrag am Institut für Germanistik, wo er nach seiner Habilitation ab 1985 als Universitäts-Dozent für Neuere deutsche Sprache und Literatur und ab 1994 als außerordentlicher Universitäts-Professor bis zu seiner Emeritierung im Jahr 2013 lehrte. Von 2001 bis 2013 war er Leiter des Forschungsinstituts Brenner-Archiv.
Holzner lehrte außerdem an der Universität Wrocław (1979/80), Universität Salzburg (1986), University of California, Santa Barbara (1994 und 1996), Universität St. Petersburg (1998), Universität Jyväskylä (2009) und Universität Maribor (2012).
Von 2014 bis 2024 war Holzner Vorsitzender der Gesellschaft der Freunde und Förderer des Theodor-Fontane-Archivs in Potsdam, seit 2016 ist er Vorsitzender des Internationalen Trakl-Forums in Salzburg.
Holzner ist mit der Schriftstellerin Dragica Rajčić verheiratet.

## Auszeichnungen
- 1983: Förderungspreis des Theodor Körner-Stiftungsfonds[1]
- 1986: Preis der Landeshauptstadt Innsbruck für wissenschaftliche Forschung[1]
- 2011: Ehrenzeichen für Kunst und Kultur der Landeshauptstadt Innsbruck[1]
- 2014: Großes Ehrenzeichen für Verdienste um die Republik Österreich[1]

## Publikationen (Auswahl)

### Monographien
- Untersuchungen zur Überwindung des Nationalsozialismus in Österreich. Dissertation. Innsbruck 1971
- Franz Kranewitter. (1860–1938). Provinzliteratur zwischen Kulturkampf und Nationalsozialismus. Haymon, Innsbruck 1985, ISBN 3-85218-012-0 (Zugleich: Innsbruck, Universität, Habilitations-Schrift, 1984).

### Herausgeberschaften
- mit Michael Klein, Wolfgang Wiesmüller: Studien zur Literatur des 19. und 20. Jahrhunderts in Österreich. Festschrift für Alfred Doppler zum 60. Geburtstag (= Innsbrucker Beiträge zur Kulturwissenschaft. Germanistische Reihe. Band 12). Institut für Germanistik – Universität Innsbruck, Innsbruck 1981, ISBN 3-85124-084-7.
- mit Gerhard Oberkofler: Ausbruch aus der Provinz. Adolf Pichler – Alois Brandl. Briefwechsel. (1876–1900) (= Innsbrucker Beiträge zur Kulturwissenschaft. Germanistische Reihe. Band 16). Institut für Germanistik – Universität Innsbruck, Innsbruck 1983, ISBN 3-85124-091-X.
- mit Wolfgang Wiesmüller: Jugoslawien – Österreich. Literarische Nachbarschaft (= Innsbrucker Beiträge zur Kulturwissenschaft. Germanistische Reihe. Band 28). Institut für Germanistik – Universität Innsbruck, Innsbruck 1986, ISBN 3-85124-110-X.
- mit Udo Zeilinger: Die Bibel im Verständnis der Gegenwartsliteratur. Verlag Niederösterr. Pressehaus, St. Pölten u. a. 1988, ISBN 3-85326-868-4.
- Kopf oder Adler. Andere Erzählungen aus Tirol. Haymon, Innsbruck 1991, ISBN 3-85218-093-7.
- mit Sigurd Paul Scheichl, Wolfgang Wiesmüller: Eine schwierige Heimkehr. Österreichische Literatur im Exil 1938–1945 (= Innsbrucker Beiträge zur Kulturwissenschaft. Germanistische Reihe. Band 40). Institut für Germanistik – Universität Innsbruck, Innsbruck 1991, ISBN 3-85124-130-4.
- mit Erika Schuster: Moderne Literatur. Herausforderung für Theologie und Kirche. Tyrolia, Innsbruck u. a. 1992, ISBN 3-7022-1861-0.
- mit Wolfgang Wiesmüller: Ästhetik der Geschichte (= Innsbrucker Beiträge zur Kulturwissenschaft. Germanistische Reihe. Band 54). Institut für Germanistik – Universität Innsbruck, Innsbruck 1995, ISBN 3-901064-16-8.
- mit Dragutin Horvat: Einschließung und Abweisung der Tradition. Österreichische Lyrik 1945–1995 (= Zagreber germanistische Beiträge. Beiheft. 3, ISSN 1330-3481). Universität Zagreb – Abteilung für Germanistik der Philosophischen Fakultät, Zagreb 1996.
- mit Oskar Putzer, Max Siller: Literatur und Sprachkultur in Tirol (= Innsbrucker Beiträge zur Kulturwissenschaft. Germanistische Reihe. Band 55). Institut für Germanistik – Universität Innsbruck, Innsbruck 1997, ISBN 3-901064-18-4.
- Literatur in Südtirol (= Schriftenreihe Literatur des Instituts für Österreichkunde. 2). StudienVerlag, Innsbruck-Wien-Bozen 1997, ISBN 3-7065-1228-9.
- mit Karl Müller: Literatur der ‘Inneren Emigration’ aus Österreich (= Zwischenwelt. 6). Döcker, Wien 1998, ISBN 3-85115-242-5.
- mit Stefan Simonek, Wolfgang Wiesmüller: Russland – Österreich. Literarische und kulturelle Wechselwirkungen (= Wechselwirkungen. 1). Lang, Bern u. a. 2000, ISBN 3-906758-20-6.
- mit Elisabeth Walde: Brüche und Brücken. Kulturtransfer im Alpenraum von der Steinzeit bis zur Gegenwart. Aufsätze, Essays (= Transfer. 57). Folio-Verlag, Wien u. a. 2005, ISBN 3-85256-287-2.
- mit Manfred Moser, Hans Prantl, Daniela Rummel-Volderauer, Anton Unterkircher: Josef Leitgeb: Christian und Brigitte. Roman. Tyrolia, Innsbruck 2005, ISBN 3-7022-2618-4.
- mit Sandra Unterweger: Schattenkämpfe. Literatur in Osttirol. StudienVerlag, Innsbruck-Wien-Bozen 2006, ISBN 3-7065-4199-8.
- mit Barbara Hoiß: Max Riccabona. Bohemien – Schriftsteller – Zeitzeuge (= Edition Brenner-Forum. Band 4). StudienVerlag, Innsbruck u. a. 2006, ISBN 3-7065-4352-4.
- mit Karin Dalla Torre, Paul Renner, Anton Unterkircher, Silvano Zucal: Carl Dallago. Der große Unwissende. StudienVerlag, Innsbruck u. a. 2007, ISBN 978-3-7065-1962-5.
- mit Stefan Neuhaus: Literatur als Skandal. Fälle – Funktionen – Folgen. Vandenhoeck & Ruprecht, Göttingen 2007, ISBN 978-3-525-20855-7.
- mit Alois Hotschnig: Wechselnde Anschriften. Innsbruck University Press, Innsbruck 2008, ISBN 978-3-902571-71-7.
- mit dem Forschungsinstitut Brenner-Archiv: Zeitmesser. 100 Jahre „Brenner“. Innsbruck University Press, Innsbruck 2010, ISBN 978-3-902719-67-6.
- mit Barbara Hoiß: Franz Tumler. Beobachter – Parteigänger – Erzähler (= Edition Brenner-Forum. Band 6). StudienVerlag, Innsbruck 2010, ISBN 978-3-7065-4793-2.
- mit Brigitte Mazohl, Markus Neuwirth: Triumph der Provinz. Geschichte und Geschichten. 1809–2009. Innsbruck University Press, Innsbruck 2012, ISBN 978-3-902719-54-6.
- mit Alois Hotschnig: Changing Addresses. Contemporary Austrian Writing. IUP u. a., Innsbruck u. a. 2012, ISBN 978-3-902811-43-1.
- mit Marjan Cescutti, Roger Vorderegger: Raum – Region – Kultur. Literaturgeschichtsschreibung im Kontext aktueller Diskurse (= Schlern-Schriften. 360). Wagner, Innsbruck 2013, ISBN 978-3-7030-0825-2.
- mit Bettina Schlorhaufer, Anton Unterkircher: Walter Schlorhaufer. Glasfeder. Werke und Materialien (= Edition Brenner-Forum. Band 11). StudienVerlag, Innsbruck u. a. 2016, ISBN 978-3-7065-5476-3.
- mit Lenka Schindlerová, Anton Unterkircher: Die verlorenen Seelen von Malcesine. Adolf Pichler (1819–1900). Werke und Materialien (= Edition Brenner-Forum. Band 14). StudienVerlag, Innsbruck u. a. 2019, ISBN 978-3-7065-5195-3.
- mit Helmut Grugger: Der Generationenroman. 2 Bände. Walter de Gruyter, Berlin u. a. 2021, ISBN 978-3-11-066828-5.
- mit Wolfgang Hackl, Wolfgang Wiesmüller: Ein Festgeschenk. Jubiläumsschrift für Alfred Doppler zum 100. Geburtstag. Innsbruck university press, Innsbruck 2021, ISBN 978-3-99106-034-5.
- mit Matthias Egger: Hungerburg. Architektur-Kultur-Natur. Universitätsverlag Wagner, Innsbruck 2024, ISBN 978-3-7030-6629-0.